# Sabrina Noseda
Sabrina Noseda (ur. 29 kwietnia 1989 w Como) – włoska wioślarka.

## Osiągnięcia
- Mistrzostwa Świata Juniorów – Pekin 2007 – czwórka bez sternika – 5. miejsce[1].
- Mistrzostwa Świata U-23 – Račice 2009 – czwórka podwójna wagi lekkiej – 8. miejsce[1].
- Mistrzostwa Europy – Brześć 2009 – dwójka podwójna wagi lekkiej – 10. miejsce[1].